# Szent Kereszt felmagasztalása templom (Mercyfalva)
A mercyfalvi Szent Kereszt felmagasztalása templom műemlékké nyilvánított épület Romániában, Temes megyében. A romániai műemlékek jegyzékében a TM-II-m-A-06193 sorszámon szerepel.